# PGM Mini-Hecate .338
PGM Mini-Hecate .338 (tudi PGM .338 Lapua-Magnum, PGM 338 ali PGM .338 LM) je močna protipehotna ostrostrelna puška francoske izdelave. Uporablja močan naboj .338 Lapua Magnum (8,6x70), ki se po moči uvršča nekam med naboja 7,62x51 NATO (.308 Winchester) ter 12,7x99 NATO (.50 BMG). To strelivo ostaja nad mejo zvoka do razdalje 1200 metrov, kar omogoča veliko natančnost do te meje.

## Zgodovina
Sredi 90-ih let 20. stoletja je PGM Precision v sodelovanju s FN Herstal zaradi vse večjih potreb po natančnem orožju, začel razvijati novo družino ostrostrelnih pušk. Zaradi svoje sodobne zasnove in vsestranske uporabnosti so precizna orožja tega podjetja hitro zaslovela kot vsestransko uporabne in zanesljive puške.
Mini Hecate je bila ob močnejši različici FN PGM Hecate II 3. oktobra 2005 uradno predstavljena tudi kot del nove oborožitve Slovenske vojske (v sklopu izvedbe projekta Bojevnik 21. stoletja).

## Zasnova
Puška je zasnovana kot enostrelno repetirno orožje s prosto plavajočo cevjo, vgrajeno v »skeletno« ogrodje z uvlačljivim kopitom, narejenim iz močnih polimerov. Repetirni mehanizem deluje po principu obratnočepnega zaklepa s tremi »bradavicami« za varno zaklepanje vložišča naboja, ki je narejeno iz močne aluminijeve litine. Moč povratnega sunka je zmanjšana zaradi uporabe učinkovite plinske zavore, ki služi hkrati tudi kot razbijalec plamena. Ta zavora je nameščena na hladno kovano prosto vpeto cev, ki je do dveh tretjin na zunaj ožlebljena, kar povečuje hladilno površino in zagotavlja čim manjše in hkrati enakomerno raztezanje materiala, kar je pomembno za natančnost orožje te vrste. Puška se polni s plastičnim okvirjem kapacitete 10 nabojev.
Mini Hecate je večstransko orožje ki se uporablja kot običajna ostrostrelna puška, za protipehotno delovanje na razdaljah med 500 in 1200 metri.
Orožje ima spredaj nameščeno dvonožno stojalo, za lažjo uporabo na terenu (dolgotrajno čakanje) pa je na zložljivem in v treh smereh nastavljivem kopitu nameščeno tudi enonožno stojalo za njegovo podporo.
Na puško je nameščeno plastično vodilo tipa »Picattiny«, na katerega je moč namestiti vsako NATO standardno (STANAG) namerilno napravo brez dodatnih posegov v orožje. Puška pa ni opremljena s klasičnimi merki.

## Uporabniki
- Izrael
- Singapur
- Slovenija